# المشتورية (الشعر)

تعديل مصدري - تعديل

المشتورية محلة تابعة لقرية رباط السريمة، التابعة لعزلة الوسط بمديرية الشعر إحدى مديريات محافظة إب في الجمهورية اليمنية، بلغ تعداد سكانها 52 حسب تعداد اليمن لعام 2004.